# Contea di La Crosse
La contea di La Crosse (in inglese, La Crosse County) è una contea dello Stato del Wisconsin, negli Stati Uniti. La popolazione al censimento del 2000 era di 107 120 abitanti. Il capoluogo di contea è La Crosse.